# Crown Prince Range
Die Crown Prince Range (ehemaliger Name: Kronprinzengebirge, lokaler Name auf Nasioi: Ketapia) ist eine jungeruptive Bergkette im zentralen Teil der Insel Bougainville von Papua-Neuguinea. Die Bergkette liegt in der autonomen Region Bougainville und erhielt ihren Namen in der deutschen Kolonialzeit, die die Insel im 19. und Anfang des 20. Jahrhunderts zunächst prägte.
Die Crown Prince Range erstreckt sich über eine Länge von etwa 50 km in Nordwest-Südost-Richtung im zentralen Teil Bougainvilles vom Vulkankomplex mit Bagana und Billy Mitchell im Nordwesten bis zur Takuan-Gruppe (englisch: Takuan Group) im Süden. Höchste Erhebung ist der Mt. Dopinpoi bei Panguna mit 1580 m.